# AlphaSphere

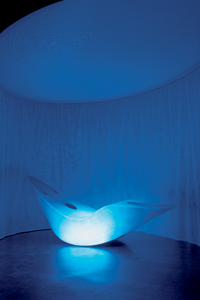
AlphaSphere

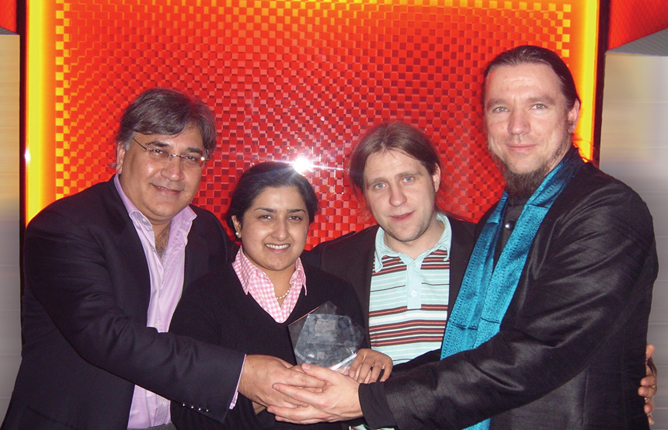
Andreas Rodler mit Pav Mahal, Niqi Kundhi und Bob Bork bei der Verleihung des Indian Awards

AlphaSphere ist die Produktbezeichnung eines Entspannungsraumes, dessen Konzept in den Jahren 2004 bis 2006 vom Wiener Künstler Andreas Rodler („sha.“) entwickelt wurde. Zum Konzept gehören ein Liegeobjekt (AlphaLiege), eine abgehängte Stoffhülle (AlphaRaum) und verschiedene Klangkompositionen (AlphaProgramme). Die Installation soll seinen Nutzer beim Entspannen durch eine Kombination von Sinnesreizen (vor allem Licht, Klang, Wärme und Vibration) unterstützen.

## Konzept
Rodler gibt an, er sei zu dieser Arbeit im Haus der Musik in Wien angeregt worden, als er dort einen Klangraum (Sonosphere) mit Sinneseindrücken aus dem Mutterleib einrichtete. Während nach seiner Beschreibung Kinder stark darauf ansprachen und sich auf den klingenden und vibrierenden Boden legten, hätten Erwachsene eher zurückhaltend reagiert. Um diese Erfahrung auch Erwachsenen zugänglich zu machen, entwickelte Rodler gemeinsam mit der Institut für Wahrnehmungsforschung GmbH in Wien innerhalb von zwei Jahren eine AlphaLiege und danach das Gesamtkonzept AlphaSphere. Das Konzept des Liegeobjekts zielt darauf ab, die Sinne anzuregen und Sinneseindrücke zu verschmelzen, und somit zu helfen, sich vom Alltag zu lösen.
In der Vorstellung von Rodler sind dabei folgende Elemente der Liege von Bedeutung: Die blaue Farbe soll anziehen und Ruhe ausstrahlen, die Form den Nutzer aufnehmen und tragen, Klangwolken sollen die Wahrnehmung anregen, der Nutzer soll sich durch Licht umgeben und geborgen fühlen, auf der warmen Oberfläche der Liege den Körper lockern, von Vibrationen berührt werden und im Atemrhythmus schwingen.

## Anwendung
Rodler versteht die AlphaSphere als Kunstwerk und Wahrnehmungsritual ohne Ausrichtung auf eine bestimmte Anwendung oder einen Markt. Durch ihre Wirkung auf gesundheitsfördernde Faktoren  hat die AlphaSphere zahlreiche Anwendungsfelder gefunden: Öffentliche Museen, Hotels, Thermen, Spas, Therapiepraxen, Kliniken, Büroräume, Sakralräume.

## Studien
Studien beschreiben die positiven Wirkungen der AlphaSphere: An der Universität Wien wurden in einer Langzeitstudie 500 Alpha-Liegungen ausgewertet.

## Auszeichnungen
- European Spa Award (jährlich vergeben von der European Spa Association): Die AlphaSphere wurde 2006 in Monaco und 2011 in Wien prämiert.
- Indian Innovation Award: Auf der Asia Spa Expo 2007 erhielt die AlphaSphere den „Indian Award for the most innovative product“.
- Creative Industries Award: Für die Entwicklung der AlphaSphere im Rahmen des Creative-Industries-Programms für Innovationsförderung von der Stadt Wien
- Star Awards in Gold (Top Hotel, Hamburg, 2012)
- Senses Visions Award (Internationale Tourismus-Börse Berlin, Berlin, 2013)